# 弘忍
弘忍（ぐにん／こうにん）は、中国禅宗の五祖。唐の代宗により大満禅師の諡と、法雨塔の塔号を賜る。俗姓は周。
蘄州黄梅県（湖北省黄岡市黄梅県）の出身（『宋高僧伝』では、あるいは江州潯陽県（江西省九江市柴桑区）の出身という）。

## 生涯
若年で出家し、12歳（『楞伽師資記』では7歳）で東山の四祖道信の弟子となり、後に黄梅県の馮茂山（東山）に住して化導に専心し、中国禅宗の本流となる東山法門を発展させ、中国禅宗発展の下地を作った。『続高僧伝』にも既に、師の道信の墓塔を造った弟子として、その名が見える。『伝法宝紀』や『楞伽人法志』による限りでは、弘忍は道信の下で肉体労働もした朴訥な人柄であり、文記を出す事がなかったといわれるが、彼の説とされる『修心要論』があり、晩年には国都の多くの貴顕が帰依したと伝えられる。
弟子に両京の法主となる大通神秀、後に自らが七祖になろうと画策した弟子の荷沢神会により六祖にされた曹渓慧能がいる。それぞれの門流は後に北宗、南宗と呼ばれ、唐代・宋代を中心に禅宗を発展させた。

## 伝記資料
- 『宋高僧伝』巻8「唐蘄州東山弘忍伝」
- 『景徳伝灯録』巻3「第三十二祖弘忍大師」
- 『伝法宝紀』
- 『楞伽師資記』